# Ghale Rasul Sejat
Ghale Rasul Sejat – wieś w Iranie, w ostanie Azerbejdżan Zachodni, w szahrestanie Bukan. W 2006 roku liczyła 478 mieszkańców.